# Бочанка (приток Золотухи)
Бочанка — река в Казахстане и России, протекает по Восточно-Казахстанской области и Алтайскому краю. Устье реки находится в 58 км по левому берегу реки Золотуха. Длина реки составляет 10 км.

## Данные водного реестра
По данным государственного водного реестра России относится к Верхнеобскому бассейновому округу, водохозяйственный участок реки — Алей от Гилёвского гидроузла и до устья, речной подбассейн реки — бассейны притоков (Верхней) Оби до впадения Томи. Речной бассейн реки — (Верхняя) Обь до впадения Иртыша.